# 周宣王對周邊各族之戰
周宣王對周邊各族之戰 是周宣王在位年間（前823年－前789年）對邊境各族發動的一系列戰役。

## 背景
西周時代，周朝四方外族部落林立，東方有東夷、南方有南蠻、西方有西戎、北方有北狄，統稱四夷。周穆王時，西方犬戎的勢力逐漸強大，與周朝時常有衝突，穆王考慮西征犬戎，祭公謀父諫曰：「不可。先王耀德不觀兵。夫兵戢而時動，動則威，觀則玩，玩則無震。」 周穆王雖然不聽勸告，但是仍然大勝，獲其五王，又得四白狼、四白鹿。可見當時犬戎仍不是周朝大軍的對手。
周厲王時期，連年戰亂，百姓苦不堪言。同時，厲王以榮夷公為卿士，壟斷社會財富及資源。為壓制國人不滿，周厲王命衞巫監視，有譖謗周王者即殺。結果人人自危，終於在前841年釀成國人暴動，厲王出奔到彘（今山西省霍縣）。朝中由召穆公虎、周定公兩大臣行政，號為共和。
前828年，周厲王死於彘，召穆公、周定公推舉太子靜即位，是為周宣王。當時周朝國力已經衰落，過度分封諸侯國使周王室決乏土地及人民。周宣王即位後任用周定公、召穆公輔政，又重用尹吉甫、仲山甫一幫賢臣整頓朝政，國力漸漸恢復。因應周邊民族威脅周宣王陸續發動對周邊少數民族的戰爭，使衰落的周王室權威得到恢復，諸侯又重新朝見天子，史稱宣王中興。

## 戰爭過程

### 北伐西戎
西戎是對中國古代西部少數民族的統稱，長期威脅西周王朝的西部邊境。

#### 攻玁狁之戰（前823年）
宣王五年（前823年）三月，玁狁進攻西周，主力部隊集中於焦獲(今陝西省涇陽縣西北)，前鋒部隊抵達涇陽(今陝西省涇陽縣境內)，直接威脅到西周首都鎬京。六月，周宣王命尹吉甫率軍反攻。尹吉甫以元戎十乘為先頭部隊擊敗玁狁，繼而追擊至太原(今甘肅省慶陽市一帶)。周宣王又派南仲率兵至朔方築城設防，暫時緩解了獫狁的威脅。前816年，周宣王派虢季子白率軍攻打獫狁，在洛水北岸擊敗獫狁，斬首500人，俘獲50人，解除了獫狁之患。

#### 攻西戎之戰（前822年）
周宣王還命諸侯征討西戎。宣王四年（前824年），周宣王任命秦仲為大夫，命其帶兵征討西戎。宣王六年（前822年），秦仲戰敗身亡，周宣王召見秦仲之子秦庄公兄弟五人，給他們七千兵卒，命令他們討伐西戎。秦庄公擊敗西戎，周宣王封秦庄公為西垂大夫，加封大駱犬丘（甘肅省天水市西南禮縣一帶）之地。

#### 攻太原戎之戰（前797年）
宣王三十一年（前797年），周宣王派軍隊攻打太原的戎族，但是沒有成功。

#### 攻條奔戎之戰（前792年）
宣王三十六年（前792年），周宣王派軍隊征討條戎、奔戎，戰敗。

#### 攻申戎之戰（前789年）
宣王三十九年（前789年），周宣王派軍隊征討申戎，獲得勝利。但在千畝之戰敗於姜戎，宣王因此戰失去南國之師。

### 東征淮夷（前822年）
宣王六年（前822年），周宣王命召穆公及卿士南仲、太師皇父及程伯休父率周六師征討淮夷。大軍沿淮水東行，沿途對淮夷民眾廣施恩澤。經過激烈戰鬥，周軍擊敗淮夷中勢力最強的徐國。徐國歸降後，淮夷各方國、部族皆臣服於周。前810年，南仲派駒父、高父前往淮夷，各方國都奉命迎接來使，進獻財物。

### 南討荊蠻（前823年）
宣王五年（前823年），周宣王以元老重臣方叔為將，率兵車三千南征荊蠻，大獲全勝。周宣王南征勝利後，封方叔於洛、封王舅申伯於申（今河南省南陽市），建立申國，作為鎮撫南方的軍事重鎮。

## 影響

### 周王室由中興至衰落
周宣王發動對周邊各族戰爭的初期敗玁狁、西戎，東征淮夷，南討荊蠻，不單退卻玁狁、西戎的威脅，更使東方方國向周朝朝貢，又開拓疆土，使周王朝一度呈現「四方既平，王國庶定」的局面。另外這些戰役又使衰落的周王室權威得到恢復，諸侯又重新朝見天子，王室中興。但是連年征戰耗費很大，在周朝土地及人民緊絀的情況下，加劇了西周王朝的社會危機，國力也大不如前。前797年，周宣王派軍隊攻打太原的戎族失敗後，除了攻破申戎外，接連敗給條戎、奔戎。在千畝之戰面對姜戎，已經需要以南國之師來迎戰。戰後，周王室更連這支南國調來的軍隊都喪失，需要料民（即調查戶口）來補充兵力和財物，令農民負擔過重，不願出力擁護周室，可見這些戰役將周王室由中興急速轉為衰落。加上周宣王晚年獨斷專行，不進忠言，宣王伐魯更使周王室失去諸侯的擁戴，宣王中興遂成曇花一現。

### 西戎的崛起
西戎迅速興起，又地近周朝，是周王室心腹大患。宣王在位初期，玁狁進攻西周，直接威脅到西周首都鎬京。雖然打敗玁狁，雖然周王室派大軍擊退玁狁，又立即修築防御工事，由此可見玁狁對周王室的威脅很大。再者，從周宣王對周邊各族之戰中，周王室對西戎的戰事頻繁，面對多個西戎部落如玁狁、條戎、奔戎、太原戎、姜戎等，由此可見西戎的強盛對周王室的壓力。當宣王晚年對西戎的戰爭中被打敗，又勞民傷財。在此消彼長下，西戎最後成為西周滅亡的導火線。

### 秦國的建立
周孝王因秦國祖先秦非子善於養馬，因此將他封於秦，作為周朝的附庸。周宣王繼位後任命秦仲為大夫，命他攻打西戎。秦仲戰敗身亡後，周宣王又召見秦仲之子秦庄公兄弟五人，給他們兵卒討伐西戎。秦庄公擊敗西戎，周宣王封秦庄公為西垂大夫，加封大駱犬丘之地，從此，秦國才由周朝的附庸成為周朝西面的大夫領地，當時仍未為諸侯國。直至秦襄公在位時，他出兵擊退犬戎，護送周平王東遷有功，平王嘉獎封他為諸侯，並向秦襄公承諾秦國如果能趕走西戎，被佔領的土地就歸秦國所有。秦襄公是秦國正式列為諸侯的第一代君主。秦襄公隨後與其他諸侯國互通使節、互致聘問獻納之禮，以示秦國成為諸侯國地位。

### 晉國的重要性
在西周時代，晉國是周朝北部重要封國，為抵禦戎狄的重要屏障。晉穆侯在周宣王對西戎的戰事中時常協助王室平亂。在條之役時，因周朝與晉國軍隊被打敗，當穆侯夫人姜氏生下長子後，晉穆侯取名為「仇」，即後來的晉文侯；之後又在千畝之戰時生一子，則命名為「成師」，即後來的曲沃桓叔。此事受到大夫師服的質疑，認為庶名反逆，並料言晉國會因此出現內亂，其後果然發生曲沃與翼之間的內戰。晉穆侯在周宣王對西戎的戰事中的活躍顯現晉國在周宣王時期為周朝北部對戎狄的屏障。

## 結果
周宣王陸續發動對周邊少數民族的戰爭，但因連年征戰消耗國力。周宣王於前782年去世，其子周幽王宫涅繼位。前771年，周幽王在犬戎攻周之戰中被殺，西周亦因此滅亡。